# Woodstock, New York
Woodstock este un oraș cu statutul de târg aflat în comitatul Ulster, statul New York, Statelor Unite ale Americii. Populația localității era de 6.241 locuitori conform datelor furnizate de United States Census Bureau la data recensământului național din anul 2000.
Woodstock a devenit un centru al artelor încă de la sfârșitul secolului al 19-lea și începutul secolului 20, odată cu mișcările artistice Arts and Crafts, respectiv Art Nouveau, dar ceea ce l-a făcut faimos, fiind considerat un fel de Mecca al artiștilor a fostei perioade hippy Power Flower de la sfârșitul anilor 1960 și a renumiteore festivale muzicale care au avut loc acolo.   
Orașul numit Town of Woodstock se găsește în partea de nord a comitatului. Woodstock este la nord-vest de Kingston, New York fiind în limitele localității Catskill Park. 

## Istoric
Primii colonizatori au sosit în jurul anului 1770, iar orașul Woodstock, [The] Town of Woodstock, a fost încorporat în 1787. Mai târziu, Woodstock a contribuit cu anumite porțiuni ale teritoriului său la formarea a câteva orașe înconjurătoare, așa cum sunt Middletown (în 1789), Windham (1798), Shandaken (1804) și Olive (1853). 
Mișcarea artistică Arts and Crafts a ajuns la Woodstock în jurul anului 1902, pentru ca să determine considerarea sa ca o colonie activă de artiști ai sfârșitului secolului al 19-lea și începutul secolului al 20-lea, incluzând găzduirea a numeroși pictori ai mișcării artistice Hudson River School. Reputația sa de un centru al artelor a contribuit și la alegerea acestui loc ca gazdă a festivalului omonim, Woodstock Festival.

## Personalități născute aici
- Max Martini (n. 1969), actor, scenarist, regizor.